# Maniola deiphobe
Maniola deiphobe är en fjärilsart som beskrevs av John Henry Leech 1892/94. Maniola deiphobe ingår i släktet Maniola och familjen praktfjärilar. Inga underarter finns listade i Catalogue of Life.